# Empoasca arvalis
Empoasca arvalis är en insektsart som beskrevs av Ross 1959. Empoasca arvalis ingår i släktet Empoasca och familjen dvärgstritar. Inga underarter finns listade i Catalogue of Life.